# Ausgezeichnete Patientenversorgung
Die Ausgezeichnete Patientenversorgung war von 2008 bis 2011 ein Qualitätsprogramm in der ambulanten medizinischen Versorgung in Bayern und eine Marke der Kassenärztlichen Vereinigung Bayerns (KVB).

## Entstehungsgeschichte
Die Marke „Ausgezeichnete Patientenversorgung“ wurde im November 2008 beim Deutschen Patent- und Markenamt eingetragen. Unter dem Dach dieser Marke wurden zunächst vier regionale Qualitätsmaßnahmen aus den Bereichen Pränataldiagnostik, Darmspiegelung, ambulante Operationen und Hygiene flexibler Endoskope gebündelt. Ausschlaggebend für die Einführung der Marke war das Inkrafttreten des GKV-Wettbewerbsstärkungsgesetzes (Gesundheitsreform 2007). Der damalige Vorstandsvorsitzende der KVB, Axel Munte, hat von Beginn seiner Amtsperiode im Jahre 2001 an die flächendeckende und dauerhafte
Sicherung einer optimalen Patientenversorgung forciert. Die Hauptidee dabei war, Anreize für ambulant tätige Ärzte für nachgewiesene Qualität über den bundesweit gültigen Vorgaben durch eine qualitätsorientierte Vergütung zu setzen. Bis Ende 2008 standen der KVB dafür in Vertragspartnerschaft mit den Krankenkassen in Bayern alle Wege offen. Mit dem Gesetz zur Stärkung des Wettbewerbs in der gesetzlichen Krankenversicherung (GKV-WSG) wurden die Möglichkeiten, regionale Verträge zu schließen, ab 1. Januar 2009 deutlich eingeschränkt. Auf Drängen der bayerischen Landesregierung wurde im Jahr 2008 die Aufnahme des §136 Absatz 4 ins Sozialgesetzbuch V erreicht, die eine Rechtsgrundlage für die Differenzierung der ärztlichen Vergütung nach definierten Qualitätskriterien schaffte. Auf dieser Basis war eine Fortführung weiterer Qualitätsmaßnahmen, die ab 1. Januar 2009 unter der Marke "Ausgezeichnete Patientenversorgung" gebündelt wurden, möglich.

## Beendigung
Nach dem Wechsel des Vorstands der Kassenärztlichen Vereinigung Bayerns im Januar 2011 wurde auf Grund der neuen strategischen Ausrichtung entschieden, das Qualitätsprogramm "Ausgezeichnete Patientenversorgung" zum 31. Dezember 2011 zu beenden. Davon betroffen ist vor allem die Verwendung der Dachmarke. Die einzelnen Qualitätsmaßnahmen laufen zunächst weiter.

## Ziele und Bedeutung
Im Rahmen des Qualitätsprogramms "Ausgezeichnete Patientenversorgung" wurden objektiv nachweisbare Aspekte aus verschiedenen Leistungsbereichen der ärztlichen Tätigkeit herausgegriffen und deren Qualität anhand definierter Kriterien geprüft und gesichert. Beispielsweise wurde die Hygiene der Instrumente oder das Fachwissen des Arztes geprüft. Die nachzuweisenden Qualitätsstandards lagen dabei über den bundesweiten Vorgaben. Am Programm teilnehmende Ärzte erhielten für den Nachweis der überdurchschnittlichen Qualitätsstandards ein Zertifikat sowie ein Gütesiegel. Zudem wurden sie in einer speziellen Arztsuche gelistet und erhielten in den meisten Fällen eine Mehrvergütung für die Teilnahme. Mit diesem Prinzip einer qualitätsorientierten Vergütung (Pay for Performance – P4P) sollte Qualität, Wettbewerb und Transparenz in der ambulanten medizinischen Versorgung gefördert werden.

## Inhalte und Umfang
Das Qualitätsprogramm bestand zum Zeitpunkt der Beendigung im Dezember 2011 aus 18 verschiedenen Qualitätsmaßnahmen. Niedergelassene Ärzte in Bayern aus über 20 verschiedenen Fachbereichen konnten an einer oder mehreren Maßnahmen teilnehmen, wenn sie die entsprechenden Teilnahmevoraussetzungen erfüllten. Von den insgesamt rd. 22.000 niedergelassenen Ärzten in Bayern nahmen etwa 5.000 an dem Qualitätsprogramm teil.

## Auszeichnungen
- Nominierung für den dfg Award[1] 2009 in der Kategorie „Kommunikation und Vermarktung“
- Nationaler Qualitätspreis Gesundheit 2010[2] (In Person: Axel Munte, Vorstandsvorsitzender der KVB bis 2010)
- Bayerische Staatsmedaille für Verdienste um die Gesundheit 2010 (In Person: Axel Munte, Vorstandsvorsitzender der KVB bis 2010)